# Rerir (Midden-aarde)
Rerir is een berg in het uiterste noorden van de Ered Luin aan de oostgrens van Beleriand in het werk van J.R.R. Tolkien.
De Rerir was de oorsprong van de rivier de Gelion. Direct aan de zuidelijke voet van de berg lang het grote Helevornmeer. De berg lag in het rijk van Caranthir, die ter bescherming van zijn noordelijke grenzen op de westelijke helling een fort had gebouwd.